# Região Metropolitana de Santa Cruz de la Sierra
A Região Metropolitana Santa Cruz de la Sierra é uma conurbação de seis cidades crucenhas: Santa Cruz de la Sierra, Cotoca, Warnes, La Guardia, Ayacucho e El Torno. É o primeiro núcleo urbano e o maior da Bolívia, e o segundo mais povoado. Também é a 19ª maior aglomeração urbana de fala hispânica.
Dos seis municípios que formam esta área metropolitana, cinco deles formam a província de Andrés Ibáñez. Apenas Warnes pertence à província homônima.
El Torno é o integrante mais novo desta área metropolitana (desde finais da primeira década do século XXI). Primeiramente, esta região metropolitana foi formada por Santa Cruz de la Sierra, Cotoca, Warnes, La Guardia e Porongo.

## População
Sua população está distribuída da seguinte maneira:
| Cidade                  | Habitantes | Província      |
| ----------------------- | ---------- | -------------- |
| Santa Cruz de la Sierra | 1 756 926  | Andrés Ibáñez  |
| La Guardia              | 63 606     | Andrés Ibáñez  |
| Warnes                  | 65 136     | Ignacio Warnes |
| Cotoca                  | 49 921     | Andrés Ibáñez  |
| Porongo                 | 13 603     | Andrés Ibáñez  |
| El Torno                | 50 000     | Andrés Ibáñez  |

## Fonte
- Este artigo foi inicialmente traduzido, total ou parcialmente, do artigo da Wikipédia em castelhano cujo título é «Área metropolitana de Santa Cruz de la Sierra».